# Kereszthajó

Bazilika kereszthajója

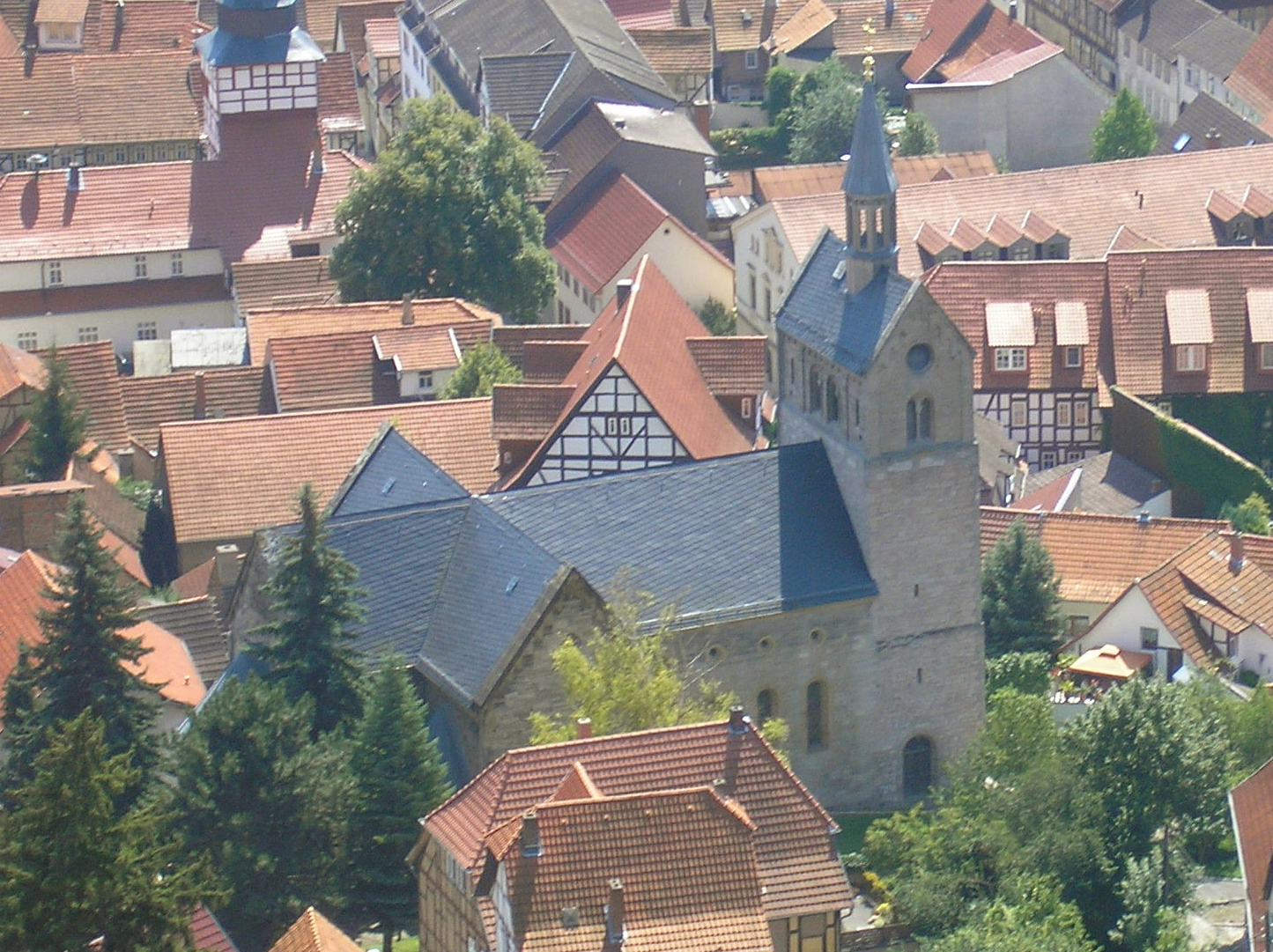
A türingiai Treffurt egyhajós-kereszthajós temploma madártávlatból

A kereszthajó vagy transzept bazilikális elrendezésű templomoknál a hossztengelyre merőleges hajó. A legtöbb gótikus templomnál a hosszház és a kórus között helyezkedik el. A főhajó és a kereszthajó találkozásánál kialakuló négyzet alaprajzú tér a négyezet, mely mind a főhajónak, mind a kereszthajónak része. Az ilyen templomok alaprajza keresztet formáz, ez az úgynevezett latin kereszt. A görög kereszt alparajzú templomok, melyeknél a keresztnek mind a négy szára azonos hosszúságú, centrális elrendezést alkotnak. A négyezet fölé kupolát vagy négyezeti tornyot is építhetnek. A román stílusú templomoknál előfordul a hosszház mindkét végén egy-egy kereszthajó. Mivel a templom tájolása általában kelet-nyugati (keletre néz a szentély), a kereszthajó észak–dél irányú. A bazilikális elrendezésű templomok között ritka, amely nem rendelkezik kereszthajóval. Ritkán a kereszthajó mindössze a főhajóhoz illesztett két kis kápolnává redukálódik.
A keresztház zárófalait gyakran színes üvegablakokkal és rózsaablakkal díszítik.